# 丁孚
丁孚（？—？年），東吳中期官員，後來任太史令一職。

## 生平
丁孚，為東吳中期官員，官至太史令。吳大帝孫權在位後期，命項峻和太史令丁孚編撰吳書，不过少帝孫亮即位后，和薛瑩、華覈等認為丁孚、項峻二人沒有撰寫史書的能力而不採納之，故孫亮即位後改派韦昭、薛瑩、華覈、梁廣、周昭編撰吳書。